# Bab al-Hajar
Pour les articles homonymes, voir Hajar.
Bab al-Hajar (باب الحجر, Bāb al Ḩajar en arabe) est un village de Syrie situé dans le district d'Al-Bab du gouvernorat d'Alep.

## Géographie

### Localisation
Bab al-Hajar est à environ 369 km au nord de Damas, la capitale du pays, et à quelques kilomètres de la frontière turque. L'aéroport de Gaziantep est à 34,9 km de Bab al-Hajar et est ainsi l'aéroport le plus proche du village.

### Climat
D'après la classification de Köppen, Bab al-Hajar est soumis à un climat méditerranéen. La température moyenne enregistrée y est de 16,8 °C. La hauteur de précipitation annuelle observée est en moyenne de 355 mm.
| Mois                         | jan. | fév. | mars | avril | mai  | juin | jui. | août | sep. | oct. | nov. | déc. |
| ---------------------------- | ---- | ---- | ---- | ----- | ---- | ---- | ---- | ---- | ---- | ---- | ---- | ---- |
| Record de froid (°C)         | 0,6  | 1,6  | 4,3  | 8,2   | 12,7 | 17,2 | 20,4 | 20,2 | 16,1 | 11,3 | 6    | 2,6  |
| Record de chaleur (°C)       | 9,2  | 11,3 | 16,1 | 21,8  | 28,1 | 33,5 | 36,8 | 36,7 | 32,8 | 26,7 | 18,7 | 11,5 |
| Record de pluie en 24 h (mm) | 70   | 59   | 44   | 33    | 23   | 2    | 0    | 0    | 3    | 21   | 32   | 68   |

## Démographie
Une communauté turkmène est installée depuis plusieurs années dans cette partie de la Syrie[réf. nécessaire].

## Urbanisme
Une caserne militaire est implantée à Bab al-Hajar[réf. nécessaire].